# Eleição para mesa diretora da Câmara dos Deputados do Brasil em 2019
A eleição para mesa diretora da Câmara dos Deputados do Brasil em 2019 foi realizada em 1º de fevereiro de 2019. Como resultado, reelegeu o titular, Rodrigo Maia, pela terceira vez como presidente da casa para o biênio 2019-2020. Trata-se da eleição de início da 56.ª legislatura, na qual foram escolhidos titulares da primeira e segunda vice-presidências, primeira, segunda e terceira secretarias, bem como suplentes, para além da presidência da mesa diretora.
De acordo com a Constituição Federal, o presidente da Câmara dos Deputados é o segundo na linha de sucessão da presidência da República (o primeiro é o vice-presidente). Rodrigo Maia ganhou o escrutínio no primeiro turno, com 334 votos, mais da metade dos votos necessários (257). O primeiro turno contou com outros seis candidatos que disputaram a vaga com Maia: Fábio Ramalho (MDB-MG), Marcelo Freixo (PSOL-RJ) , Marcel Van Hattem (NOVO-RS), Ricardo Barros (PP-PR), JHC (PSB-AL) e General Peternelli (PSL-SP).

## Resultados por cargo

### Presidente
Devido a quantidade de votos de Maia, as eleições foram decididas em turno único.
| Candidato          | Número de Votos | Partido | Bloco                                                                          | UF                | %      |
| ------------------ | --------------- | ------- | ------------------------------------------------------------------------------ | ----------------- | ------ |
| Rodrigo Maia       | 334             | DEM     | PSL, MDB, PSDB, PP, PR, PSD, DEM, PRB, PODE, PPS, PSC, PTB, PMN, PC do B e PDT | Rio de Janeiro    | 65,23  |
| Fábio Ramalho      | 66              | MDB     | (candidatura avulsa)                                                           | Minas Gerais      | 12,89  |
| Marcelo Freixo     | 50              | PSOL    | PSOL, PT, REDE e PSB (não oficial)                                             | Rio de Janeiro    | 9,76   |
| JHC                | 30              | PSB     | PSOL, PT, REDE e PSB                                                           | Alagoas           | 5,85   |
| Marcel van Hattem  | 23              | NOVO    | NOVO                                                                           | Rio Grande do Sul | 4,49   |
| Ricardo Barros     | 4               | PP      | (candidatura avulsa)                                                           | Paraná            | 0,78   |
| General Peternelli | 2               | PSL     | (candidatura avulsa)                                                           | São Paulo         | 0,39   |
| Brancos            | 3               | -       | -                                                                              | -                 | 0,58   |
| TOTAL              | 512             | -       | -                                                                              | -                 | 100,00 |

### 1.º Vice-presidente
Marcos Pereira, do PRB, foi o único candidato à Vice-presidência da casa e obteve apoio do mesmo bloco partidário que ajudou Rodrigo Maia a se reeleger presidente da Câmara dos Deputados. Obteve 398 votos e ganhou no primeiro turno.
| Candidato      | Partido | Bloco                                                                          | UF        | Primeiro turno | Primeiro turno |
| Candidato      | Partido | Bloco                                                                          | UF        | Nº de votos    | %              |
| Marcos Pereira | PRB     | PSL, MDB, PSDB, PP, PR, PSD, DEM, PRB, PODE, PPS, PSC, PTB, PMN, PC do B e PDT | São Paulo | 398            | 77,73          |
| Brancos        | -       | -                                                                              | -         | 114            | 22,26          |
| TOTAL          | -       | -                                                                              | -         | 512            | 100,00         |

### 2.º Vice-Presidente
O deputado federal pernambuco Luciano Bivar e Charlles Evangelista, ambos do PSL, disputaram a vaga para o cargo de 2º Vice-presidente. Como Bivar não obteve a maioria dos votos válidos para ganhar a eleição em primeiro turno, realizou-se um segundo, sendo que neste, o primeiro saiu vitorioso.
| Candidato            | Partido | Bloco                                                                          | UF           | Primeiro Turno | Primeiro Turno | Segundo Turno | Segundo Turno |
| Candidato            | Partido | Bloco                                                                          | UF           | Nº de votos    | %              | N° de votos   | %             |
| Luciano Bivar        | PSL     | PSL, MDB, PSDB, PP, PR, PSD, DEM, PRB, PODE, PPS, PSC, PTB, PMN, PC do B e PDT | Pernambuco   | 240            | 46,87          | 198           | 46,58         |
| Charlles Evangelista | PSL     | (candidatura avulsa)                                                           | Minas Gerais | 161            | 31,44          | 184           | 43,29         |
| Brancos              | -       | -                                                                              | -            | 111            | 21,67          | 43            | 10,11         |
| TOTAL                | -       | -                                                                              | -            | 512            | 100,00         | 425           | 100,00        |

### 1.º Secretário
A vaga da 1ª Secretaria estava sendo disputada pela deputada federal Soraya Santos (PR/RJ) e Giacobo (PR/PR). Soraya saiu vitoriosa da disputa com mais de 60% dos votos válidos. Ela é a primeira a assumir o cargo em toda a história da Câmara dos Deputados.
| Candidato     | Partido | Bloco                                                                          | UF             | Primeiro Turno | Primeiro Turno |
| Candidato     | Partido | Bloco                                                                          | UF             | Nº de votos    | %              |
| Soraya Santos | PR      | Candidatura avulsa                                                             | Rio de Janeiro | 315            | 61,52          |
| Giacobo       | PR      | PSL, MDB, PSDB, PP, PR, PSD, DEM, PRB, PODE, PPS, PSC, PTB, PMN, PC do B e PDT | Paraná         | 183            | 35,74          |
| Brancos       | -       | -                                                                              | -              | 14             | 2,73           |
| TOTAL         | -       | -                                                                              | -              | 512            | 100,00         |

### 2.º Secretário
Mário Heringer (PDT/MG) foi o único candidato à vaga de 2º Secretário da Câmara dos Deputados.
| Candidato      | Partido | Bloco                       | UF           | Primeiro Turno | Primeiro Turno |
| Candidato      | Partido | Bloco                       | UF           | Nº de votos    | %              |
| Mário Heringer | PDT     | PDT, SD, PODE, entre outros | Minas Gerais | 408            | 79,68          |
| Brancos        | -       | -                           | -            | 104            | 20,31          |
| TOTAL          | -       | -                           | -            | 512            | 100,00         |

### 3.ª Secretário
Fábio Faria foi o único candidato à vaga de 3º Secretário da da Câmara dos Deputados.
| Candidato   | Partido | Bloco                                                                          | UF                  | Primeiro Turno | Primeiro Turno |
| Candidato   | Partido | Bloco                                                                          | UF                  | Nº de votos    | %              |
| Fábio Faria | PSD     | PSL, MDB, PSDB, PP, PR, PSD, DEM, PRB, PODE, PPS, PSC, PTB, PMN, PC do B e PDT | Rio Grande do Norte | 416            | 81,25          |
| Brancos     | -       | -                                                                              | -                   | 96             | 18,75          |
| TOTAL       | -       | -                                                                              | -                   | 512            | 100,00         |